# Franco Pellizotti
Franco Pellizotti (Latisana, 15 januari 1978) is een voormalig Italiaans wielrenner.

## Carrière
Franco Pellizotti werd beroepswielrenner in 2001 bij Alessio. Destijds stond de ranke Pellizotti bekend om zijn wilde, krullende haardos. Vanaf het begin van zijn carrière was hij vooral goed in heuvelachtige koersen, maar de laatste jaren reed hij ook steeds beter in het hooggebergte en in tijdritten. Zijn bijnaam is de Dolfijn van Bibione.
Pellizotti's grootste overwinningen zijn etappes in Tirreno-Adriatico, de Ronde van het Baskenland (2002), Parijs-Nice (2007) en meerdere ritten in de Ronde van Italië (in 2006, 2008 en 2009). In de Giro is Pellizotti een vaste factor in de top van het klassement. In de Giro van 2008 reed hij zelfs enkele dagen in het roze maar moest genoegen nemen met een vierde plaats in het eindklassement. Een jaar later stond hij voor het eerst op het podium van een grote ronde, hij werd derde in de Giro van 2009 achter Denis Mensjov en Danilo Di Luca.
In de Ronde van Frankrijk 2009 werd Pellizotti winnaar van het rode rugnummer voor de meest strijdlustige renner, en werd hij winnaar van het bergklassement.
Op 3 mei 2010 werd bekendgemaakt dat Pellizotti van de UCI een startverbod had gekregen voor de Giro van 2010. Hij kreeg dit verbod vanwege afwijkende bloedwaarden. Ook mocht Pellizotti niet meedoen aan de Tour. In oktober 2010 werd hij vrijgesproken.
Op 8 maart 2011 werd Pellizotti alsnog voor twee jaar geschorst. Hij stopte toen ook direct met zijn wielercarrière. Il Delfino verloor daarmee ook zijn tweede plaats in de Giro van 2009, die hij kreeg toen Danilo Di Luca ook al uit de uitslag werd geschrapt. Ook zijn bolletjestrui in de Tour van dat jaar raakte hij kwijt. 
Op 10 mei 2012 maakte hij zijn rentree. Sindsdien komt hij uit voor Androni Giocattoli-Sidermec. Kort na zijn comeback werd hij Italiaans kampioen op de weg.

## Overwinningen
2002
6e etappe Tirreno-Adriatico
4e etappe Ronde van het Baskenland
Ronde van Friuli
5e etappe Ronde van Polen
2004
GP Chiasso
2005
2e etappe Internationale Wielerweek
Eindklassement Internationale Wielerweek
2006
10e etappe Ronde van Italië
2007
2e etappe Parijs-Nice
Puntenklassement Parijs-Nice
1e etappe Ronde van Italië (ploegentijdrit)
Memorial Marco Pantani
2008
16e etappe Ronde van Italië (klimtijdrit)
2009
17e etappe Ronde van Italië
 Bergklassmement Ronde van Frankrijk
2012
 Italiaans kampioen op de weg, Elite

## Resultaten in voornaamste wedstrijden
| Jaar | Ronde van Italië | Ronde van Frankrijk | Ronde van Spanje |
| ---- | ---------------- | ------------------- | ---------------- |
| 2001 |                  |                     | 20e              |
| 2002 | 16e              |                     |                  |
| 2003 | 9e               | 75e                 |                  |
| 2004 | 11e              |                     |                  |
| 2005 |                  | 47e                 |                  |
| 2006 | 8e (1)           |                     |                  |
| 2007 | 9e               |                     | 37e              |
| 2008 | 4e (1)           |                     |                  |
| 2009 | ↑ (1)            | 37e                 |                  |
| 2010 |                  |                     |                  |
| 2012 |                  |                     |                  |
| 2013 | 10e              |                     |                  |
| 2014 | 12e              |                     |                  |
| 2015 | 24e              |                     |                  |
| 2016 |                  |                     |                  |
| 2017 | 21e              |                     | 25e              |
| 2018 |                  | 60e                 | 50e              |

| Jaar | Milaan-San Remo | Amstel Gold Race | Luik-Bast.‑Luik | Ronde van Lombardije | Waalse Pijl | Clásica San Sebastián | Clásica San Sebastián |  | WK op de weg |  | Wereldranglijsten |
| ---- | --------------- | ---------------- | --------------- | -------------------- | ----------- | --------------------- | --------------------- |  | ------------ |  | ----------------- |
| 2001 |                 | opgave           |                 |                      |             |                       |                       |  |              |  |                   |
| 2002 | 36e             |                  |                 |                      |             | 131e                  | 131e                  |  |              |  |                   |
| 2003 | opgave          | 86e              | 43e             |                      | 50e         |                       |                       |  |              |  |                   |
| 2004 | 46e             | 30e              | 29e             | 9e                   | 11e         | 130e                  | 130e                  |  | 65e          |  |                   |
| 2005 | 9e              | 77e              | opgave          |                      | 56e         | 94e                   | 95e                   |  |              |  | 82e (UPT)         |
| 2006 |                 |                  | 16e             | opgave               |             | 10e                   | 10e                   |  |              |  | 72e (UPT)         |
| 2007 | 80e             |                  | 12e             |                      |             |                       |                       |  |              |  | 45e (UPT)         |
| 2008 | 15e             |                  | 29e             |                      |             | 5e                    | 5e                    |  |              |  | 21e (UPT)         |
| 2009 | 45e             |                  | 47e             |                      |             |                       |                       |  |              |  | 29e (UWK)         |
| 2010 | 82e             |                  | 41e             |                      |             |                       |                       |  |              |  |                   |
| 2012 |                 |                  |                 | 12e                  |             |                       |                       |  |              |  |                   |
| 2013 | opgave          |                  |                 | 8e                   |             |                       |                       |  |              |  |                   |
| 2014 | 63e             |                  |                 | 44e                  |             |                       |                       |  |              |  |                   |
| 2015 | 53e             |                  |                 | 49e                  |             |                       |                       |  |              |  |                   |
| 2016 | 30e             |                  |                 | 49e                  |             |                       |                       |  |              |  |                   |
| 2017 | 47e             |                  |                 | opgave               |             |                       |                       |  |              |  | 184e (UWT)        |
| 2018 | 85e             | opgave           | opgave          | 30e                  | 96e         |                       |                       |  | 53e          |  | 210e (UWT)        |

## Ploegen
- 2001 –  Alessio
- 2002 –  Alessio
- 2003 –  Alessio
- 2004 –  Alessio-Bianchi
- 2005 –  Liquigas-Bianchi
- 2006 –  Liquigas
- 2007 –  Liquigas
- 2008 –  Liquigas
- 2009 –  Liquigas
- 2010 –  Liquigas-Doimo
- 2012 –  Androni Giocattoli-Venezuela (vanaf 9-5)
- 2013 –  Androni Giocattoli-Venezuela
- 2014 –  Androni Giocattoli
- 2015 –  Androni Giocattoli-Sidermec
- 2016 –  Androni Giocattoli-Sidermec
- 2017 –  Bahrain-Merida
- 2018 –  Bahrain-Merida

Wielerploegen van Franco Pellizotti
Axelsson · Bertolini · Casagranda · Casarotto · Caucchioli · Ferrara · Ferrigato · Furlan · Gajičić · Gotti · Hvastija · Ivanov · Leoni · Nikačević · Pellizotti · Sjefer · Valoti · Vinale · Zandarin · Zanetti
Bertolini · Brognara · Casagranda · Casarotto · Caucchioli · De Paoli · Dufaux · Ferrara · Ferrigato · Frattini · Furlan · Gotti · Hvastija · Ivanov · Leoni · Miholjević · Moreni · Nikačević · Pellizotti · Pieri · Sjefer · Vinale · Zanetti
Baldato · Bertolini · Brognara · Casagranda · Casarotto · Cassani · Caucchioli · Dufaux · Ferrara · Ferrigato · Frattini · Furlan · Ivanov · Lunghi · Marzoli · Miholjević · Moreni · Noè · Pellizotti · Vinale
Andresen (tot 25/04) · Bäckstedt · Baldato · Bertolini · Caucchioli · Ferrara · Furlan · Hvastija · Ivanov · Jørgensen · Ljungqvist · Lunghi · Miholjević · Møller · Moreni · Noè · Pellizotti · Rastelli · Skelde · Sunderland · Tafi
Albasini ·
Andriotto · 
Bäckstedt · 
Calcagni ·
Carlström · 
Cioni ·
Cipollini (tot 30/04) ·
Colli ·
Di Luca ·
Garzelli ·
Gasparotto ·
Gerosa ·  
Ljungqvist ·
Loda · 
Mason · 
Miholjević ·
Milesi ·
Miorin ·  
Mugerli ·
Noè ·
Pagliarini ·
Pellizotti ·
Righetto ·
Sironi ·
Wegelius ·
Zanotti ·
Capecchi (stagiair) ·
Da Dalto (stagiair) ·
Di Lorenzo (stagiair)
Albasini ·
Andriotto · 
Bäckstedt · 
Calcagni ·
Capecchi ·
Carlström · 
Cioni ·
Colli ·
Curtolo ·
Da Dalto ·
Di Luca ·
Failli ·
Garzelli ·
Gasparotto ·
Kreuziger ·  
Loda · 
Miholjević ·
Milesi ·
Mugerli ·
Nibali ·  
Noè ·
Paolini ·
Pellizotti ·
Quinziato ·
Righetto ·
Spezialetti ·
Wegelius ·
Zanini ·
Basso (stagiair) ·
Fornasier (stagiair) 
Albasini ·
Bäckstedt · 
Beltrán · 
Bertagnolli ·
Bodnar ·
Calcagni ·
Capecchi ·
Carlström · 
Cataldo ·
Chicchi ·
Da Dalto ·
Di Luca ·
Failli ·
Fischer ·
Gasparotto ·
Kreuziger ·  
Koetsjynski · 
Miholjević (tot 15/08) ·
Mugerli ·
Nibali ·  
Noè ·
Paolini ·
Pellizotti ·
Petito ·
Pozzato ·
Quinziato ·
Spezialetti ·
Trenti ·
Vanotti ·
Wegelius ·
Willems
Agnoli ·
Albasini ·
Basso · 
Beltrán (tot 30/09) · 
Bennati ·
Bertagnolli ·
Bodnar ·
Carlström · 
Cataldo ·
Chicchi ·
Corioni ·
Curtolo ·
Da Dalto ·
Fischer ·
Franzoi ·
Kreuziger ·  
Koetsjynski · 
Miholjević ·
Mugerli ·
Nibali ·  
Noè ·
Pellizotti ·
Petito (tot 15/04) ·
Pozzato ·
Quinziato ·
Santaromita ·
Štangelj ·
Trenti ·
Vanotti ·
Wegelius ·
Willems ·
Da Ros (stagiair) ·
Guarnieri (stagiair)
Agnoli ·
Basso · 
Bennati ·
Bodnar ·
Carlström · 
Chicchi ·
Corioni ·
Da Ros (tot 31/03) ·
Fischer ·
Franzoi ·
Guarnieri ·
Kreuziger ·  
Koetsjynski · 
Miholjević ·
Nibali ·  
Noè (tot 30/04) ·
Oss ·
Pellizotti ·
Quinziato ·
Sabatini ·
Santaromita ·
Štangelj ·
Szmyd ·
Vandborg ·
Vanotti ·
Willems ·
Zaugg ·
Benedetti (stagiair) · 
Paterski (stagiair)
Agnoli ·
Basso · 
Bellotti ·
Bennati ·
Bodnar ·
Chicchi ·
Cimolai · 
Dall'Antonia ·
Finetto ·
Guarnieri ·
Kišerlovski ·
Koren ·
Kreuziger ·  
Koetsjynski · 
Nibali ·  
Oss ·
Paterski ·
Pellizotti ·
Quinziato ·
Sabatini ·
J. Sagan ·
P. Sagan ·
Santaromita ·
Szmyd ·
Vandborg ·
Vanotti ·
Viviani ·
Willems ·
Zaugg
Appollonio · Bandiera · Benfatto · Chicchi · Dall'Antonia · Ebsen · Frapporti · Gálviz · Gatto · Giménez · Godoy · Nardin · Padour · Pellizotti · Rodríguez · Sella · Stortoni · Taborre · Taliani · Tvetcov · Zilioli · Zordan · Barbero (stagiair) · Viel (stagiair) · Viola (stagiair)
Bandiera · Benfatto · Bernal · Cecchinel · Chicchi · Dall'Antonia · Frapporti · Gavazzi · Nardin · Pacioni · Pellizotti · Ratto · Selvaggi · Taliani · Torres · Țvetcov · Viganò · Bonusi (stagiair) · De Marchi (stagiair) · Gasparrini (stagiair)
Agnoli · Arashiro · Boaro · Bole · Bonifazio · Božič · Brajkovič · Cink · Colbrelli · Feng · García · Gasparotto · Grmay · Haussler · Insausti · Izagirre · Moreno · Navardauskas · A. Nibali · V. Nibali · Novak · Pellizotti · Per · Pibernik · Siwtsow · Visconti · Wang · Garosio (stagiair) · Padoen (stagiair) · Toniatti (stagiair)
Agnoli · Arashiro · Boaro · Bole · Bonifazio · Božič · Colbrelli · Feng · García · Gasparotto · Haussler · G. Izagirre · J. Izagirre · Koren · Mohorič · Navardauskas · A. Nibali · V. Nibali · Novak · Padoen · Pellizotti · Per · Pernsteiner · Pibernik · Pozzovivo · Siwtsow · Visconti · Wang